# Escola de Blanqueig, Tintoreria, Estampació i Acabats
L'Escola de Blanqueig, Tintoreria, Estampació i Acabats és una escola d'ensenyament tecnoindustrial creada per la Mancomunitat de Catalunya l'any 1913 que instrueix els alumnes per tal que puguin posar-se al capdavant de la direcció de qualsevol establiment industrial que sigui del seu àmbit.
L'any 1901, a Espanya, el Ministeri d'Instrucció Pública i Belles Arts va procedir a una profunda reorganització dels ensenyaments tècnics i a la creació de les Escoles Superiors d'Indústries. S'iniciava així una nova època que posava fi a un dilatat període de trenta-dos anys durant el qual una única escola a Espanya, l'Escola d'Enginyers Industrials de Barcelona, s'havia encarregat de la formació dels enginyers industrials. El final d'aquesta etapa de soledat coincidí amb un període de debat social sobre les característiques que havien de reunir els centres d'ensenyament i els seus plans de formació. Foment del Treball Nacional, organització patronal catalana, amb un ambiciós projecte d'Escoles Industrials presentat al ministre d'Instrucció Pública, va establir les pautes de la reforma de la instrucció pública de l'Estat. I és que, en aquests anys, en plena Revolució Industrial, la política catalana era favorable a impulsar la tecnologia que el teixit industrial emergent reclamava. Al nostre país s'estava consolidant un moviment polític catalanista en defensa de la burgesia industrial. L'acció per a la modernització comptà amb el suport de les diputacions provincials. Prat de la Riba, líder de la Lliga Regionalista, president de la Diputació de Barcelona, i més tard també de la Mancomunitat de Catalunya, impulsà un gran projecte global per a transformar els ensenyaments tècnics a Catalunya: l'Escola Industrial de Barcelona era la peça més important d'aquest projecte.
L'Escola Industrial de Barcelona fou creada mitjançant Reial Decret del 30 de març de 1904. Des dels inicis es regeix per un Patronat del qual en formen part la Diputació, l'Ajuntament de Barcelona i gremis i associacions empresarials de la ciutat. Un cop assolida la propietat de l'antiga fàbrica Batlló, al carrer Urgell, el Patronat es va fer càrrec de les instal·lacions i va procedir a la creació de les primeres escoles: L'Escola d'Indústries Tèxtils (1909); el Laboratori d'Estudis Superiors de Química, més tard Institut de Química Aplicada (1910); l'Escola Superior d'Agricultura (1911); l'Escola Elemental del Treball (1913), les Escoles d'Adoberia i de Blanqueig, Tintoreria, Estampació i Aprest (1913); l'Institut de Química Aplicada (1916); l'Institut d'Electricitat Aplicada (1917) que posteriorment fou ampliat a Institut d'Electricitat i Mecànica Aplicades (1919) i el Laboratori General d'Assaigs i Condicionament (1922). Aquest conjunt d'Instituts i Laboratoris donaren peu a la creació de les Escoles de Directors d'Indústries Tèxtils (1911), Químiques (1916), Elèctriques (1917) i, finalment, Mecàniques (1919) que va promoure la Mancomunitat de Catalunya. D'aquesta manera es completaren els ensenyaments de totes les especialitats tècniques industrials de l'època.
Els títols de directors d'Indústries eren atorgats per la Universitat Industrial de Barcelona als diplomats en les seves escoles tècniques del recinte del carrer Urgell.
L'adveniment de la dictadura de Primo de Rivera desmantellà el conjunt l'any 1924 i forçà la unificació de les escoles d'àmbit industrial en una única Escola Industrial, que va seguir sent sostinguda per la Diputació de Barcelona. La posterior dissolució de la Mancomunitat de Catalunya posà fi a un projecte únic, que fou un referent a l'Europa del seu temps.